# Хлораураты
Хлораура́ты (хлороаураты, тетрахлороаураты, тетрахлорауриаты) — соли тетрахлорауроновой (золотохлороводородистой) кислоты. Как правило, имеют жёлтую окраску.
В гомеопатии используется хлораурат калия, хлороаурат натрия используется в фотографии для «вираж-фиксажа», придавая отпечаткам оттенки от пурпурного до фиолетового, и в хризотипии. Хорошо растворяются в воде и в полярных растворителях (эфир, спирт).
Хлораурат аммония используется для получения терпенсульфидов золота.
Видимо, хлораураты получали ещё средневековые алхимики — голландский профессор К. ван Ниевенбург в 1963 году, точно следуя одному из алхимических предписаний по получению философского камня, получил ярко-красные призматические кристаллы тетрахлороаурата серебра (Ag[AuCl4]).
Хлораурат-ион иногда применяется в аналитической химии для определения цезия ввиду малой растворимости хлораурата цезия.